# 沃羅尼基 (尼任區)
50°40′46″N 31°34′52″E / 50.67944°N 31.58111°E
沃罗尼基（羅馬化：Voron'ky），是烏克蘭北部的村莊，隸屬切爾尼希夫州的尼任區。該村始建於1642年，面積6.84平方公里，海拔高度130米，2006年人口1,110，人口密度每平方公里162.3人。